# Hisser

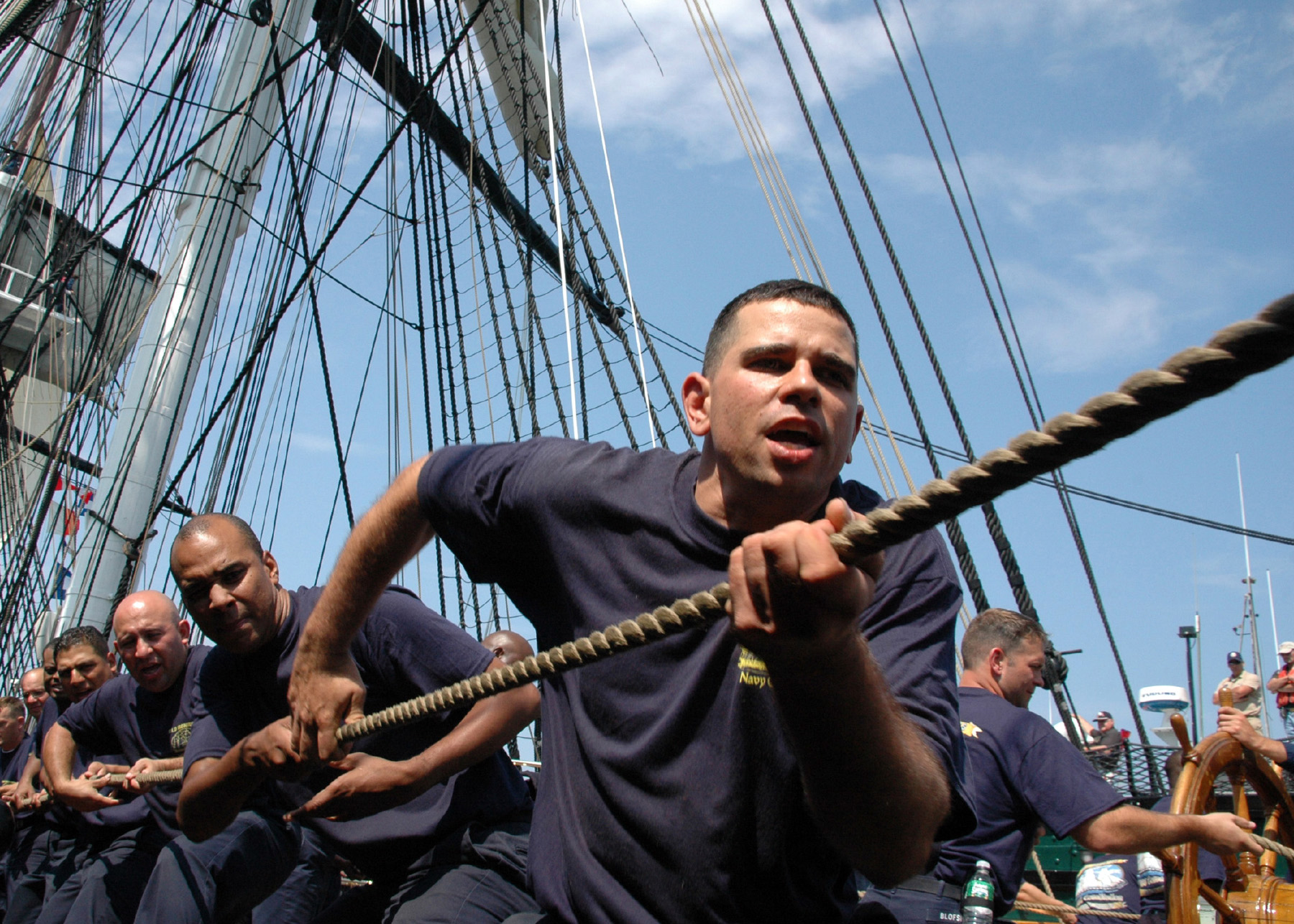
Marins hissant le hunier de misaine sur l'.

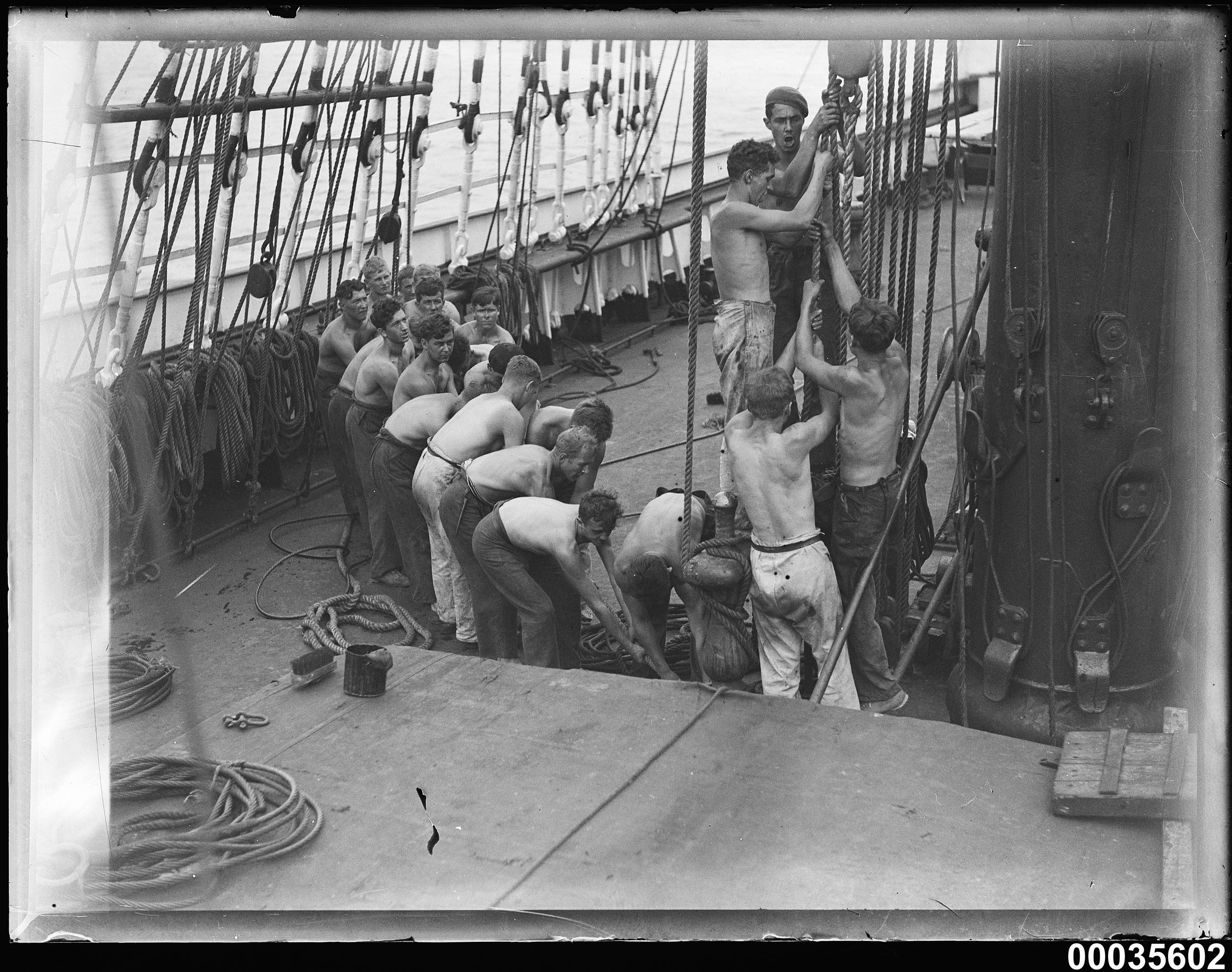
Gabier sur le quatre-mâts barque Magdalene Vinnen en 1933.

Sur un voilier, hisser est la manœuvre consistant à monter une voile, une ancre ou une charge.
Par ailleurs sur tous les navires, même non munie de voiles, le terme est aussi utilisé, notamment pour l'ancre.

## Sur les voiliers modernes
Pour hisser une voile, il est nécessaire de tendre la drisse. Cette opération est effectuée sur les voiliers modernes manuellement pour les petites embarcations ou à l'aide d'un winch pour les autres navires.
- Pour les voiles coulissant dans des gorges (grand-voile, voile d'avant sur étai creux) cette manœuvre doit être réalisée face au vent (le vent n'exerce pas de pression sur la surface de voile) pour minimiser la force nécessaire à appliquer sur la drisse et permettre à la voile de coulisser librement.
- Le spi est hissé aux allures portantes pour gagner en puissance. Cette manœuvre nécessite une bonne coordination entre les personnes chargées de le hisser pour qu'il se gonfle convenablement.

## Sur les vieux gréements
Avant l'apparition du winch, les anciens voiliers étaient équipés de poulies et de cabestans permettant de démultiplier la force pour hisser les voiles. Les cliquets du winch servant au blocage étaient remplacé par un tour de cordage autour d'un cabillot : le bout est déplacé, puis bloqué avec un tour autour d'un cabillot, avant de reprendre le cordage plus haut ou plus avant.
Les marins ont élaboré une grande variété de nuances dans leur langage :
- On parle de peser une voile lorsque la drisse est manœuvrée à l'aide d'une poulie haute[1] (suspendu dans le gréement). L'effort et vertical, il permet d'utiliser le poids du corps pour s'aider, mais le nombre d'opérateurs est limité.
- On parle de haler une voile lorsque la drisse est manœuvrée à l'aide d'une poulie de retour[1]. Les poulies de retour sont disposées en relai au niveau du pont. Elles permettent un effort horizontal offrant la possibilité à de nombreux marins de participer à la manœuvre sur les voiles de tailles importantes ou les charges les plus lourdes.

Pour redescendre une voile déjà hissée on parle d'affaler.

## Chants
Ces manœuvres sont souvent accompagnés de nombreuses chansons de marins appelés "chansons à hisser", simples et répétitives, elles sont destinées à donner une cadence synchronisée entre tous les opérateurs.